# Catasticta striata
Catasticta striata är en fjärilsart som först beskrevs av Ulf Eitschberger och Racheli 1998.  Catasticta striata ingår i släktet Catasticta och familjen vitfjärilar. Inga underarter finns listade i Catalogue of Life.